# Frontière entre la France et les Pays-Bas
La frontière entre la France et le royaume des Pays-Bas se limite aujourd'hui à l'île antillaise de Saint-Martin, partagée entre les deux pays. Elle est terrestre et maritime. 

## Historique
La frontière terrestre franco-néerlandaise actuelle, dans l'île de Saint-Martin, a été fixée par le traité de Concordia le 23 mars 1648.
La France et les Pays-Bas ont eu également une frontière commune en Europe :
- jusqu'en 1713 avec l'enclave de la principauté d'Orange récupérée par la France à la suite du traité d'Utrecht  ;
- de 1795 (lorsque la France annexe la Belgique) à 1810, la frontière est marquée par l'Escaut occidental puis suit le tracé actuel de la frontière belgo-néerlandaise (nota : entre 1810 et 1814, les Pays-Bas à leur tour font partie intégrante de l'Empire français donc la frontière est absorbée) ;
- entre 1814 et 1830, la frontière entre la France et les Pays-Bas correspond à l'actuelle frontière entre la Belgique et la France. Cette situation prend fin en 1831 lorsque la Belgique devient indépendante des Pays-Bas.

## Frontière actuelle sur l'île de Saint-Martin
Cette frontière sépare la France du royaume des Pays-Bas, qui comprend quatre États constitutifs : les Pays-Bas proprement dit, Aruba, Curaçao et la partie néerlandaise de Saint-Martin.

### Partie terrestre
La frontière terrestre franco-néerlandaise sur l'île de Saint-Martin s'étend sur 10,2 km, et coupe l'île de Saint-Martin en deux suivant une direction approximativement ouest-est : la partie française s'étendant au nord de cette ligne, la partie néerlandaise au sud. Diverses anciennes cartes montrent de légères variantes, la plus ancienne place la frontière ouest dans l'axe sur la plage de Burgeaux bay (Maho). 
De nos jours, la frontière coupe la presqu'île des Terres-Basses (Lowlands) entre Baie longue et Cupecoy bay, divise la lagune de Simsonbaai entre ses deux îlets, remonte verticalement vers la ligne de crête qu'elle suit en passant par le mont des Accords, le col de Concordia (altitude : 165m), Marigot hill (altitude : 315m), le mont Flagstaff (390 mètres) (qui est l'altitude la plus haute qu'elle atteint), puis redescend verticalement dans la vallée de Quartier-d'Orléans qu'elle traverse perpendiculairement puis descend le talweg débouchant sur le dit « étang aux Huîtres » (Oyster pond), le séparant en deux y compris son exutoire (la passe).

#### Logique historique du tracé
À la suite du départ de l'armée espagnole en 1648 après 15 ans d'occupation du fort de la Grande baie (Fort Amsterdam), la Compagnie néerlandaise des Indes occidentales (GWC) des hollandais et la Compagnie des îles d'Amérique des français ont récupéré de facto l'île, où auparavant les premiers colons de leurs nations avaient eu des activités rémunératrices séparées et différentes : cultivateurs de tabac français d'un côté et sauniers hollandais de l'autre. Il était donc légitime que ces derniers récupèrent leurs anciennes positions sur la grande saline (Groot zoutpan) et les vallées qui y débouchent jusqu'aux crêtes (Flagstaff), tandis que les premiers se réinstallent au quartier d'Orléans, zone qu'ils avaient déjà défrichée par le passé alors que le reste de l'île était encore couvert par la forêt primaire xérophile. Du haut du Flagstaff les hommes des deux nations se répartirent pour moitié cette vallée d'Orléans (par la suite les Hollandais nommèrent leur quartier Lower Princes's quarter) et en échange de bons principes les Français ont obtenu l'accord d'utiliser la grande saline de Philipsburg.
Vers l'est, le partage du dit « étang aux Huîtres » (Oyster pond) n'était pas anodin, car à l'époque étant ceinturé de mangrove il était considéré comme un abri plus sûr en cas d'ouragan, un « trou à cyclone ».
Vers l'ouest, du haut du « mont des Accords » (le bien nommé) la vue a permis d'établir la frontière en suivant le relief naturel puis en traçant une ligne droite axée vers la plage de Burgeaux bay (Maho)  offrant l'accès sur la baie et le grand étang de Simsonbaai. De fait, ce tracé a par la suite été modifié, allouant une partie des Terres-Basses (Lowlands) aux Hollandais.

#### Fable pour les touristes
Une fable est entretenue dans la littérature touristique de la zone néerlandaise :

« La frontière aurait été déterminée, entre Français et Hollandais, par une course le long de la côte autour de l'île dans des directions opposées à partir d'un même point afin de fixer le point de rencontre (au mérite!) des coureurs. Bien entendu pour se donner du « punch ! » les coureurs auraient bu leurs boissons alcoolisées nationales respectives, ce qui aurait donné un avantage aux Français parcourant ainsi une plus longue distance. Certaines versions francophobes racontent carrément que les Français auraient triché en coupant par la montagne.[réf. souhaitée] »

### Partie maritime
En vertu des lois internationales régissant les domaines maritimes, la France et le royaume des Pays-Bas ont aussi une frontière maritime commune. 
Les limites sont établies par un partage médian à partir de la ligne côtière de base autant en ce qui concerne les eaux territoriales (extension de 22 km) que la zone économique exclusive (ZEE) (Extension de 370 km), donc entre la partie néerlandaise de Saint-Martin d'une part et les deux îles françaises d’autre part : Saint-Martin (pour l'espace maritime ouest), et Saint-Barthélemy pour l'espace maritime est et sud.
Ces frontières constituent aussi en partie des frontières de l'Union européenne, car Sint Maarten côté néerlandais et Saint-Barthélémy côté français n'en font pas partie (ce sont des PTOM) contrairement au territoire français de Saint-Martin (qui est une région ultrapériphérique de l'UE).
Un traité établissant précisément cette frontière a été conclu le 23 novembre 2016.
À partir du point A, la délimitation est une ligne géodésique d'azimut 283,5 degrés jusqu'à ce qu'elle atteigne la délimitation avec le Royaume-Uni de Grande-Bretagne et d'Irlande du Nord.
À partir du point J, la délimitation est une ligne géodésique d'azimut 112,9 degrés jusqu'à ce qu'elle atteigne la délimitation avec la Fédération de Saint-Christophe-et-Niévès.

### Accord de 2023
Le 26 mai 2023, un accord est finalement signé, permettant de mettre fin au différend frontalier, et de fixer de façon précise la délimitation entre les deux États. La France est représentée par Gérald Darmanin, ministre de l'Intérieur, et Jean-François Carenco, ministre délégué chargé des Outre-Mer, tandis que la partie néerlandaise est représentée par Silveria Jacobs, première ministre du gouvernement autonome de Saint-Martin. La signature, qui se fait aussi en présence des autorités préfectorales françaises et du président du conseil territorial de Saint-Martin, Louis Mussington, se déroule devant le monument de la frontière de Quartier-d'Orléans.
Ce traité détermine 348 points différents de passage de la délimitation, et fait passer la frontière au milieu de la baie intérieure. Il institue également une commission mixte chargée du suivi et de l'entretien de la frontière.
La signature de l'accord est présentée comme devant faciliter le processus de reconstruction consécutif au passage de l'ouragan Irma en 2017.

## Carte des frontières maritimes dans les Caraïbes

Délimitations des frontières maritimes dans les États et territoires des Caraïbes.